# Pelkosenniemi
Pelkosenniemi este o comună din Finlanda.